# Episodi di Don Matteo (decima stagione)

Screenshot della decima stagione della serie.

La decima stagione della serie televisiva italiana Don Matteo, trasmessa con il titolo di Don Matteo 10, è composta da 26 episodi ed è andata in onda in prima serata dal 7 gennaio al 14 aprile 2016 su Rai 1 e su Rai HD.
Come già successo per la precedente stagione ogni puntata è stata introdotta da una "pillola", intitolata Le videoguide del Maresciallo Cecchini e finanziata dalla Regione Umbria, in cui i protagonisti si muovono tra alcuni dei caratteristici luoghi umbri.
| nº | Titolo                    | Prima TV Italia  |
| -- | ------------------------- | ---------------- |
| 1  | La colpa                  | 7 gennaio 2016   |
| 2  | Colpi proibiti            | 7 gennaio 2016   |
| 3  | Senza via d'uscita        | 14 gennaio 2016  |
| 4  | Distanza di sicurezza     | 14 gennaio 2016  |
| 5  | Pensavo fosse amore       | 21 gennaio 2016  |
| 6  | Fuori dal gioco           | 21 gennaio 2016  |
| 7  | Non è colpa delle stelle  | 28 gennaio 2016  |
| 8  | Medical Market            | 28 gennaio 2016  |
| 9  | L'amore a chilometro zero | 4 febbraio 2016  |
| 10 | L'uomo dei carrelli       | 4 febbraio 2016  |
| 11 | E tu quanto vali?         | 18 febbraio 2016 |
| 12 | Liberi dal male           | 18 febbraio 2016 |
| 13 | Piccole stelle            | 25 febbraio 2016 |
| 14 | CAM-MOM                   | 25 febbraio 2016 |
| 15 | La promessa               | 3 marzo 2016     |
| 16 | La vita è un film         | 3 marzo 2016     |
| 17 | L'amico ritrovato         | 10 marzo 2016    |
| 18 | Le due madri              | 10 marzo 2016    |
| 19 | La diva                   | 17 marzo 2016    |
| 20 | L'inganno                 | 17 marzo 2016    |
| 21 | L'ultimo ricordo          | 31 marzo 2016    |
| 22 | Resurrezione              | 31 marzo 2016    |
| 23 | Il contagio               | 7 aprile 2016    |
| 24 | Ultimo giro di giostra    | 7 aprile 2016    |
| 25 | La fuga                   | 14 aprile 2016   |
| 26 | Nei secoli fedele         | 14 aprile 2016   |

## La colpa

### Trama
Celeste, la zia di Tomàs, il ragazzo argentino che vive in canonica con don Matteo dalla nona stagione, arriva a Spoleto. Il maresciallo Cecchini architetta il fidanzamento del capitano Tommasi con la maestra di Martina, la figlia del capitano. Tommasi è però innamorato di Lia, la nipote del maresciallo Cecchini, appena diventata carabiniere. Intanto don Matteo va dall'avvocato Faggi per ritirare il certificato di proprietà della sua Ape e vede che la signora Faggi è stata aggredita. Una sera, Lia e Tommasi, vanno a fare una romantica passeggiata da fidanzati, ma Cecchini, ignaro dei loro sentimenti, li interrompe e conduce Tommasi a casa per presentarlo alla famiglia della maestra Marisa. Il maresciallo architetta una cena per Marisa e il capitano Tommasi, dove per caso vi sono anche Lia e il suo fidanzato di Roma, Daniele. Nel frattempo viene arrestato il marito della signora Faggi. Egli anni prima aveva provocato la perdita del figlio in un incidente d'auto. Di conseguenza i rapporti tra i coniugi si erano deteriorati e i carabinieri sospettano il marito di aver aggredito la moglie durante un ennesimo litigio. Laura e il prof. Alberto Torre, studente dell'università di Perugia, diventano amici. La zia di Tomàs ha un figlio che vuole affidare all'avvocato perché venga dato in adozione. I Carabinieri scoprono il segreto di Celeste e la arrestano. Tomàs scopre il segreto di sua zia e vuole tenersi lui il bambino. Lia si separa dal suo fidanzato e si fidanza con Tommasi. La signora Faggi si risveglia e racconta che ad aggredirla era stata l'assistente dello Studio Legale. Ovviamente don Matteo lo aveva scoperto prima dei Carabinieri e si era recato nello Studio Legale prima degli altri. La zia di Tomàs viene rilasciata e se ne va con il bambino.
- Diretto da: Jan Maria Michelini
- Scritto da: Mario Ruggeri
- Guest star: Belén Rodríguez (Celeste Martinez)
- Altri interpreti: Valeria Zazzaretta (Marisa Zazzi), Francesco Castiglione (Gianni Barba), Paolo Pitossi (Mario Sonzogni), Daniela Camera (Sandra), Lara Almerico (Michela Faggi), Spartaco Grilli (Spartaco), Luis Molteni (assessore Zazzi), Sergio Romano (Gianni Faggi), Christian Olivieri (Christian Tommasi), Letizia Arnò (Ester Belvedere), Emma Reale (Martina Tommasi), Raniero Monaco di Lapio (Daniele Orsini)
- Nota: nel primo episodio un breve prologo precede la sigla.
- Luogo de Le videoguide del Maresciallo Cecchini: via di Francesco presso Spello.
- Ascolti Italia: telespettatori 9 677 000 – share 33,87%[3]

## Colpi proibiti

### Trama
Lia sospetta di essere incinta, ma ha paura a fare il test e rinvia anche di dire al maresciallo dell'amore fra lei e Tommasi. Un allenatore di Ju Jitsu viene minacciato dal padre di un suo allievo. In seguito l'allenatore viene ucciso. Cecchini crede che Tommasi sia ancora fidanzato con Marisa. Martina, la figlia del capitano, vede suo padre baciarsi con una donna. Non vede bene chi è, ma va subito a dirlo al nonno, che pensa che sia la maestra. Il capitano indaga sull'omicidio dell'allenatore. La madre del ragazzo il cui padre aveva litigato con l'allenatore, da ragazza era stata violentata dallo stesso allenatore. Per questo i Carabinieri arrestano suo marito. Ester, la figlia di Laura, sogna di conoscere suo padre e Tomàs cerca di rintracciarlo. Cecchini organizza una cena in famiglia con la maestra Marisa. Lia scopre che è incinta, ma non trova il coraggio di confessarlo al capitano. Nel frattempo riescono a scoprire qualcosa riguardo alla morte di Germano, l'allenatore, attraverso delle telecamere delle gioielleria. Don Matteo parla con la direttrice della palestra dove è stato ucciso l'allenatore. Si scopre che l'allenatore era il padre biologico dell'allievo. Tomàs va a Roma e organizza un incontro tra il padre di Ester e la bambina. Cecchini trama per far mettere insieme Marisa e il capitano. La maestra fa una visita a sorpresa al capitano mentre Lia è in casa sua. Lia le fa una scenata e la manda via una volta per tutte. Tommasi confessa a Cecchini che è fidanzato con Lia e il maresciallo resta turbato. Laura porta Ester all'incontro con suo padre, ma lui non ha il coraggio di farsi vedere. Ester confessa a Tomàs che le sarebbe piaciuto un padre un po' come lui. Tomàs e Laura si fidanzano. A uccidere l'allenatore, è stata la direttrice della palestra.
- Diretto da: Jan Maria Michelini
- Scritto da: Umberto Gnoli
- Altri interpreti: Maestro Liberato Mirenna (sé stesso), Lavinia Biagi (Enrica Fulco), Valeria Zazzaretta (Marisa Zazzi), Francesco Castiglione (Gianni Barba), Guia Zapponi (Silvia Alessi), Antonio Gargiulo (Flavio Alessi), Lucio Veronesi (Cristiano Alessi), Irene Vetere (Daria), Fabrizio Monaldi (Germano "Jerry" Brevi), Lorenzo Vavassori (Giuliano Rovati), Spartaco Grilli (Spartaco), Letizia Arnò (Ester Belvedere), Emma Reale (Martina Tommasi)
- Ascolti Italia: telespettatori 8 657 000 – share 37,44%[3]

## Senza via d'uscita

### Trama
È sera, e don Matteo sulla strada guidando la sua ape nota una ragazza di nome Sabrina che cammina da sola, allora si offre di darle un passaggio e lei dice che deve andare in carcere. La mattina seguente, Natalina e don Matteo escono per comprare una nuova bicicletta per Ester, ma sulla strada notano che una donna è stata investita e poco più in là, dove si trova il cane della donna (Nerone) il cadavere di un uomo. I sospetti ricadono su Sabrina che viene accusata di omicidio, allora don Matteo cerca in tutti i modi di aiutarla. Nel frattempo Cecchini progetta una nuova vita per la famiglia Tommasi - Cecchini, avendo già pronta la planimetria della villa bifamiliare dove si trasferiranno il capitano e Lia dopo essersi sposati e il maresciallo con sua moglie. In seguito all'investimento di Marisa Bosco, Nerone è affidato alla perpetua e anche Ester si occupa del cane. Nel frattempo arriva a Spoleto la sorella di Cecchini, la madre di Lia, la signora Concetta, che è felice di vedere tutti tranne il capitano, per il quale serba rancore visto che ha convinto la figlia a diventare carabiniere. Seguendo i consigli sbagliati di Cecchini, Giulio cerca di avvicinarsi alla futura suocera con dei regali a lei graditi, in particolare il libro dell'Iliade tradotto da Quasimodo che la signora cercava da tanto tempo, ma in seguito a numerosi equivoci Concetta pensa che sia il fratello a farle questi regali. Tomàs è nei guai con la finanza per il suo lavoro con gli aerei, in seguito a numerose tasse non pagate che si accumulano in una somma di 50 000 euro che non sa come pagare. Grazie a un giornale di gossip si viene a sapere che Alberto, il professore di Laura, è molto ricco e la giovane pensa di aiutare Tomàs con i soldi che potrebbe chiedere ad Alberto, ma Tòmas si rifiuta e caccia via Laura in malo modo togliendo valore a quel bacio datosi la sera prima dicendo che di ragazze ne aveva baciate molte. Durante le indagini si viene a sapere che Gino Felluca, la vittima, assumeva ex carcerati per le agevolazioni fiscali, per pagare meno tasse e la sera del delitto qualcuno aveva preso la pistola della vittima. La sera del compleanno di Concetta, la signora e il capitano, nonostante lei abbia scoperto che i regali erano opera di Giulio, litigano, e in mezzo a questa situazione Lia soffre perché non sa come dire a Giulio che lei è incinta di Daniele. Grazie alle parole di Lia, Tommasi chiede scusa alla suocera e i due si riappacificano e la signora si fa una nuova idea del capitano. Nel frattempo, prima don Matteo, e poi i carabinieri, scoprono che l'assassino è una dipendente della fabbrica che ha aperto un negozio da parrucchiere, Alice Licini, che la sera del delitto aveva preso la pistola della vittima in fabbrica per intimorire la direttrice della banca, Marisa Bosco, dato che voleva toglierle il fido bancario non rientrando nei suoi parametri e ciò avrebbe causato il fallimento del suo negozio e i servizi sociali avrebbero portato via sua figlia, la vittima tenta di fermarla ma dalla pistola parte un colpo e Gino Felluca muore. La signora Concetta parte per la Sicilia e Lia finalmente dice al capitano di essere incinta. Tomàs dice di essersi fatto prestare dei soldi da una banca di Perugia, ma in realtà a darglieli è stato un usuraio.
- Diretto da: Jan Maria Michelini
- Scritto da: Mario Ruggeri
- Altri interpreti: Andrea Bruschi (Mirko Pizzaballa), Stefania Blandeburgo (Concetta Cecchini), Biancamaria Lelli (Marisa Bosco), Francesco Castiglione (Barba), Spartaco Grilli (Spartaco), Shaen Barletta (Alice Licini), Andrea Davì (Signor Manzi), Dalila Pasquariello (Sabrina).
- Luogo de Le videoguide del Maresciallo Cecchini: Castiglione del Lago.
- Ascolti Italia: telespettatori 8 371 000 – share 29,63%[4]

## Distanza di sicurezza

### Trama
In chiesa i bambini giocano con don Matteo, ma a un certo punto una bambina di nome Francesca si sente male e arrivano i soccorsi. Subito la madre accusa due egiziani, Samuel e Kayla Negash, di aver contagiato la figlia con l'ebola. All'ospedale i due fanno le analisi del sangue, ma Samuel viene aggredito e partono le indagini, che vedono subito sospettata la madre di Francesca, ossessionata dalle malattie in seguito alla morte del marito. Nel frattempo Tommasi non vuole parlare con Lia, e il maresciallo Cecchini dopo aver origliato e capito male una telefonata tra Giulio e Lia capisce che Tommasi ha messo incinta la maestra Marisa. Allora il maresciallo fa di tutto per risolvere la faccenda facendo incontrare l'assessore Zazzi col capitano ma capito il disguido, Lia confessa allo zio di essere incinta di Daniele, e Cecchini sviene. Nel frattempo don Matteo e i carabinieri scoprono che Samuel è stato ferito dalla cognata che pur di restare con l'adorata nipote, avendo il cognato intenzione di ripartire per l'Egitto dopo gli episodi razzisti sempre più frequenti in paese, avrebbe fatto di tutto. Presa dalla disperazione tenta addirittura di suicidarsi con la sua pistola ma le amorevoli parole di don Matteo la salvano. A fine puntata Tommasi e Lia parlano e il capitano decide di lasciare Lia, lasciandola nello sconforto. Don Matteo a fine puntata, riesce a ottenere attraverso il consenso del giudice un lavoro per Sabrina, che lavorerà nel capannone degli aerei con Tomàs.
- Diretto da: Jan Maria Michelini
- Scritto da: Francesco Balletta
- Altri interpreti: Sandra Franzo (Lucia Tucci), Luis Molteni (Assessore Zazzi), Giulia Lippi (Michela Belfiore), Fausto Caroli (Samuel Negash), Valeria Zazzaretta (Marisa Zazzi), Maurizio Fiorentini (Alberto Frezzato), Andrea Napoleoni (Giovanni), Francesco Castiglione (Barba), Kayla Cavalieri (Kayla Negash), Emma Reale (Martina Tommasi)
- Ascolti Italia: telespettatori 7 761 000 - share 32,65%[4]

## Pensavo fosse amore

### Trama
Don Matteo fa accogliere da Suor Maria, la giovane parrocchiana Elisa, che ha lasciato il marito violento dopo esser stata picchiata per l'ennesima volta. L'uomo viene trovato morto, accoltellato, e i carabinieri arrestano Elisa, per poi scarcerarla quando viene accertato, che all'ora del delitto, era in canonica da don Matteo. Assuntina torna a Spoleto dopo aver lasciato l'università e inizia a cercare lavoro, aiutata dal padre. Anche Daniele torna a Spoleto, ma quando Lia gli rivela di aspettare un figlio da lui, pensa di andarsene di nuovo. Nel frattempo, Elisa confessa a don Matteo di essere innamorata di lui e di voler ricominciare una nuova vita insieme, ma viene scoperto che è stata proprio lei a uccidere il marito, pugnalandolo dopo l'ultimo episodio di violenza e ritardandone la morte con uno stratagemma per crearsi un alibi. Intanto Assuntina trova finalmente un impiego come tecnico per una compagnia telefonica, mentre Daniele cambia idea, e decide di restare a Spoleto con Lia e con il loro figlio in arrivo.
- Diretto da: Jan Maria Michelini
- Scritto da: Mario Ruggeri
- Altri interpreti: Magdalena Grochowska (Elisa Siani), Francesco Castiglione (Barba), Simona Di Bella (Assuntina), Spartaco Grilli (Spartaco), Gianni Bissaca (Severo Arzuffi), Fabrizio Bordignon (Sergio Magni), Mariano D'Angelo (Alberto Siani), Emma Reale (Martina Tommasi)
- Luogo de Le videoguide del Maresciallo Cecchini: Corciano.
- Ascolti Italia: telespettatori 7 958 000 - share 27,97%[5]

## Fuori dal gioco

### Trama
Durante un temporale, il capitano nota una macchina ferma e preoccupato decide di controllare: all'interno c'è la fidanzata del PM Gualtiero Ferri, Margherita, che spaventata colpisce Giulio con la portiera e scappa. A Spoleto, intanto, muore il proprietario di un bar, Stefano Allievi, e i sospetti cadono su un ludopatico, Marco Costello. Il ragazzo ha già problemi in famiglia, visto che ha subìto sfratto (in seguito bloccato) insieme a sua madre, Anita, che non conosce i problemi del figlio. Nel frattempo, in caserma, procede l'identikit del presunto aggressore, che risulta somigliante al capitano. Per proteggerlo Margherita chiede di rifare l'identikit ispirandosi a Pippo, che vede passare per strada. Notando la somiglianza, il PM comincia a vessare Pippo. Alla fine grazie all'astuzia di don Matteo, si riesce a capire chi ha ucciso il proprietario del bar, la donna delle pulizie, Federica Ortuso, che ha perso il marito, anch'esso ludopatico. La donna aveva scoperto che il proprietario del bar rubava dalle slot i soldi che i giocatori perdevano e non poteva accettare che fosse commessa una tale ingiustizia. Alla fine si capirà il malinteso che ha visto il povero Pippo coinvolto in una faccenda alla quale era del tutto estraneo.
- Diretto da: Jan Maria Michelini
- Scritto da: Andrea Valagussa
- Altri interpreti: Filippo Tirabassi (Marco Costello), Federigo Ceci (Aldo Morini), Eva Martucci (Eva Allevi), Evelina Nazzari (Anita Costello), Giuseppe Gandini (Fustinoni), Leonardo De Carmine (Stefano Allevi), Francesco Castiglione (Barba), Spartaco Grilli (Spartaco), Anna Ammirati (Federica Ortuso)
- Ascolti Italia: telespettatori 7 464 000 - share 31,28%[5]

## Non è colpa delle stelle

### Trama
Durante una festa una ragazza malata di tumore, Giada, cade dal tetto di un edificio e il giorno dopo viene trovata in fin di vita. Accanto alla ragazza vengono trovati dei medicinali tra cui dell'ossicodone, i sospetti inizialmente sono puntati verso lo psicologo che l'aveva in cura secondo cui l'avrebbe spinta al suicidio. Ma secondo don Matteo Giada non si sarebbe suicidata anche perché lo poteva fare in altri modi per via dei medicinali che portava con sé. Solo dopo si scopre che Giada è stata spinta e i sospetti cadono sul fidanzato Tommy che era anch'esso presente alla festa avendo come movente la gelosia, infatti la ragazza era stata vista da lui con un altro ragazzo. Solo alla fine si scoprirà che a far cadere Giada è stata la sua compagna Elena, grazie all'oncologo che gli ha prescritto l'ossicodone (il padre di Elena), durante un disperato tentativo di suicidio Giada ci ripensa ma Elena si voleva buttare lo stesso e nel litigare Elena spinge giù Giada. Intanto il maresciallo Cecchini e il capitano Tommasi regalano al PM per il suo compleanno una bottiglia di champagne che avevano preso senza chiedere il permesso a Daniele. Solo dopo scopriranno che in quella bottiglia non c'era champagne ma era un'opera d'arte contenente pipì di capriolo. Solo grazie a Margherita che sbadatamente rompe la bottiglia i due Carabinieri riescono a salvare la loro carriera. Tomàs scopre dentro un barattolo di crema appartenente a Sabrina una bustina con della polvere bianca, in seguito l'affronta e Sabrina gli spiega che gli serve per sopravvivere e gli racconta anche quando il suo ex fidanzato stava per uccidere la madre.
- Diretto da: Jan Maria Michelini
- Scritto da: Emanuela Canonico e Umberto Gnoli
- Altri interpreti: Simone Spinazzè (Guido D'Ellera), Luis Molteni (Assessore Zazzi), Francesco Castiglione (Barba), Roberto Caccioppoli (Gennaro Nunziano), Gelsomina Pascucci (Elena Rovelli), Alberto Vetri (Tommy), Verdiana Vitti (Giada Moreno), Edoardo Coen (studente), Marilina Marino (studentessa), Gabriele Marconi (padre di Giada), Giovanna Rei (madre di Sabrina)
- Luogo de Le videoguide del Maresciallo Cecchini: Teatro della Concordia di Monte Castello di Vibio.
- Ascolti Italia: telespettatori 7 595 000 - share 27,06%[6]

## Medical Market

### Trama
Don Matteo accompagna suor Maria dal medico e appena entrati trovano il corpo senza vita del medico, il dottor Tagliabue, e di una donna incinta in fin di vita, Sara. In un primo momento le accuse cadono sul fidanzato (Ivan) ex tossico che era venuto a Spoleto per ricostruire una famiglia con Sara, secondo i carabinieri i due ragazzi stavano rubando nell'ambulatorio del dottore, il dottore li ha scoperti, ha colpito Sara e Ivan ha ucciso il dottore. Solo in seguito si scoprirà, attraverso l'assicuratore Tardoni che ha truffato la compagnia assicurativa insieme al dottor Tagliabue, che Sara doveva perdere il bambino. Quando Ivan scopre la verità vuole andarsene, ma don Matteo lo convince a rimanere. Sara dopo che si risveglia dal coma non si ricorda più niente e racconta che aveva deciso di non perdere più il bambino, ma il dottore non era d'accordo e per questo è convinta che sia stata lei a ucciderlo. Alla fine si scopre che a uccidere il dottore è stata la sua assistente Ada che non era d'accordo con il folle intento del dottore, don Matteo lo scoprirà anche dal fatto che Ada sapeva il sesso del nascituro. Infine Sara chiamerà la sua bambina Ada. Intanto, durante l'assenza del PM, Cecchini si rifugia a casa di Margherita per scappare dalle amiche melomani della moglie mentre Ester chiede aiuto a Tomàs per costruire un planetario che deve presentare a scuola a un progetto di scienze: in un primo momento il ragazzo accetta, ma poi per via del lavoro non può più aiutarla. Alberto per fare in modo che la bambina non ci rimanga male lo costruisce lui dicendogli poi che l'ha fatto Tomàs.
- Diretto da: Jan Maria Michelini
- Scritto da: Luca Monesi
- Altri interpreti: Gea Martire (Amelia), Davide Grillo (Ivan Crepaldi), Federica Sarno (Sara Frisco), Valentina Tomada (Ada), Roberto Galano (Paolo Tardoni), Lamberto Consani (Stefano Migliorini), Francesco Castiglione (Barba), Spartaco Grilli (Spartaco)
- Ascolti Italia: telespettatori 6 818 000 - share 28,97%[6]

## L'amore a chilometro zero

### Trama
Viene trovata in fin di vita Valentina, un'amica di don Matteo che è cresciuta nella casa famiglia di Suor Maria. I sospetti cadono su Davide, che era stato visto da dei testimoni la sera prima litigare con la ragazza e a causa delle continue chiamate che ha fatto alla ragazza. In seguito si scoprirà che la ragazza usava siti d'appuntamento online e che aveva un appuntamento con un altro uomo. Quell'uomo non è altro che Nicola Damiani, suo datore di lavoro che ammette di non averla aggredita, ma di aver voluti solo avere un rapporto con lei. I carabinieri naturalmente non gli credono e lo arrestano. Alla fine si scoprirà, anche grazie a delle macchie di olio che sono state trovate sul vestito di Valentina, che ad averla aggredita è stata Marcella, una collega della ragazza che l'aveva vista quella sera insieme al capo. Severino ha una nuova fidanzata, ma il maresciallo Cecchini non gli crede e pensa che sia una fidanzata immaginaria; solo alla fine scoprirà che la ragazza è vera. In un primo momento il maresciallo avrà un approccio sbagliato con la ragazza, pensando che sia una escort, e le dice di lasciare stare suo nipote. Solo in seguito scoprirà che la ragazza lavora in un albergo come cameriera. Intanto Alberto viene nominato cittadino onorario e invita tutta la canonica a una festa dove parteciperanno anche Tommasi, che accompagnerà Margherita, Cecchini, Lia e Daniele. Alberto andrà insieme a Laura, mentre Tomàs farà in modo che ci sia pure Sabrina grazie a un permesso speciale del carcere. Tra le due coppie (Alberto-Laura e Tomàs-Sabrina) nascerà del tenero.
- Diretto da:
- Scritto da:
- Altri interpreti: Alessandro Bertoncini (Davide Delvalle), Matteo Carlomagno (Nicola Damiani), Francesco Castiglione (Barba), Veronica Baleani (Valentina Contali), Claudia Ferri (Marcella), Tatjana Nardone (Giorgia), Teresa Acerbis (madre di Davide), Elisa Campoverde (collega di Valentina), Claudia Puglia (Monica Bisoni)
- Ascolti Italia: telespettatori 7 566 000 – share 26,82%[7]

## L'uomo dei carrelli

### Trama
Viene trovato morto Salman, un uomo di origini indiane che faceva piccoli lavoretti per conto di un supermercato. Il proprietario dice di non conoscerlo, ma la moglie dell'uomo, Adele, ricorda che il direttore Malusci voleva fare un contratto a Salman nonostante stessero facendo tagli del personale. Cinzia, una collega di Salman, confessa a don Matteo che Malusci voleva fare il contratto a Salman perché aveva scoperto quattro dipendenti che rubavano nel supermercato e che erano stati licenziati. Tra questi due erano ancora a Spoleto. I carabinieri scoprono inoltre un messaggio di minacce sul cellulare della vittima spedito da Tiziano Riganò. I carabinieri arrestano quindi Tiziano. In seguito i sospetti cadranno su Malusci, si scopre che Malusci voleva riassumere i dipendenti che erano stati licenziati e scoprono inoltre che nella sua memory card ci sono foto con una sua dipendente con cui Salman ricattava Malusci. Don Matteo trova tra gli effetti personali di Salman delle poesie nella sua lingua, da queste poesie si scoprirà che ad aver ucciso Salman è stata Adele che don Matteo trova nell'intento di suicidarsi. Infatti Adele aveva una relazione con Salman e le poesie erano dedicate a lei, Salman voleva che Adele lasciasse il marito ma lei non voleva e durante un litigio lo ha ucciso. Il maresciallo Cecchini è alle prese con la sua maestra delle elementari che ha perso la memoria e non si ricorda nemmeno del maresciallo e pensa che sia un altro suo alunno. Cecchini con i suoi metodi cerca di fargli tornare la memoria. Intanto Lia decide di andare a vivere a Roma con Daniele. Prima di partire però cerca di riavvicinarsi con Tommasi, ma quest'ultimo ormai non ne vuole più sapere perché ormai aspetta un bambino da Daniele. Tomàs intanto cerca di usare la fantasia per divertirsi insieme a Sabrina nonostante lei non possa allontanarsi dal campo volo e non può fare le cose che fanno le altre ragazze.
- Diretto da:
- Scritto da:
- Special guest star: Gisella Sofio (Maestra Agostina), Avvocato Mario Lepore (Pierre Hans Proell)
- Altri interpreti: Elisabetta Pellini (Adele Piotti), Martino Duane (Malusci), Katia Greco (Cinzia), Gisella Szaniszlo (Paola Riganò), Alessandro Giallocosta (Tiziano Riganò), Tom Karumathy (Salman Malik), Manuel Pica (Ennio), Riccardo Vianello (Ermanno Piotti)
- Ascolti Italia: telespettatori 6 832 000 – share 28,85%[7]

## E tu quanto vali?

### Trama
Un ragazzo, Francesco, viene travolto da un'auto e il giorno dopo viene trovato da don Matteo. Francesco purtroppo perderà l'uso delle gambe e non potrà più camminare. I sospetti cadono su Lavinia Kruger, la figlia di un ricco costruttore che alcuni avevano vista ubriaca a una festa la sera prima; in quella festa c'era anche Francesco. Inoltre la vernice trovata nel motore di Francesco sembra essere quella dell'auto di Lavinia. Durante la visita dei carabinieri Lavinia e i suoi genitori negano che sia stata lei dicendo che l'auto gli era stata rubata. Intanto in ospedale Riccardo, un amico di Francesco, dice a don Matteo che si era lasciato con Lavinia perché si era innamorato di un'altra. Quella sera la madre di Lavinia incontra Giuliano, il padre di Francesco e i due litigano. La mattina seguente la signora Kruger viene trovata in fin di vita e viene subito arrestato il padre di Francesco che era stato visto la sera prima litigare con la Kruger. Don Matteo non crede che a colpire la Kruger sia stato Giuliano perché l'aggressione è avvenuta nel parcheggio, mentre loro hanno discusso vicino alla panchina. In seguito Lavinia confessa a don Matteo e poi ai Carabinieri che è stata lei a investire Francesco e che poi il padre ha coperto tutto. Tuttavia si scoprirà che l'auto che aveva provocato l'incidente aveva il sedile troppo alto per Lavinia; inoltre don Matteo trova nell'auto un fermacapelli appartenente alla ragazza di Riccardo. Infatti è stato Riccardo a investire Francesco, visto che Lavinia non era in grado di guidare, e in seguito ad aggredire la Kruger che aveva inavvertitamente sentito la loro conversazione. Intanto Assuntina annuncia al maresciallo che vuole andare a convivere con il suo ragazzo; inizialmente Cecchini non è d'accordo, ma dopo si convince perché scopre, fraintendendo tutto, che il ragazzo è il figlio di un ricco produttore di olio. Solo alla fine scopre la verità mettendo in ridicolo anche il capitano Tommasi. Tomàs invece litiga con Sabrina che gli dice di essersi approfittata di lui solo perché gli serviva un lavoro per stare fuori dal carcere. Alla fine si riappacificano anche grazie a Laura che va a Parigi insieme ad Alberto ed Ester.
- Diretto da:
- Scritto da:
- Altri interpreti: Francesco Castiglione (Barba),	Martina Tonarelli (Lavinia Kruger), Giancarlo Judica Cordiglia (Sandro Kruger), Riccardo Zinna (Giuliano Pica), Giacomo Ferrara (Francesco Pica), Giulia Innocenti (Aurora Kruger), Cecile Cocard (Danila), Giancarlo Commare (Riccardo), Giuseppe Bisogno (patrigno di Danila), Francesco Ferdinandi (Giuseppe), Spartaco Grilli (Spartaco)
- Ascolti Italia: telespettatori 7 846 000 – share 28,55%[8]

## Liberi dal male

### Trama
Durante una notte qualcuno spara a una donna, Clara. La mattina seguente don Matteo raggiunge Michele un amico di Clara che sta sulla sedia a rotelle che gli dice che non riesce a mettersi in contatto con Clara nonostante l'abbia chiamata diverse volte. Il parroco scopre che la donna è stata uccisa. In seguito si scopre che la vittima aveva denunciato per truffa il dottor Nicastro (suo datore di lavoro) che viene convocato in caserma. Nicastro rivela che la donna aveva una relazione con lui e che quando si sono lasciati lei l'ha denunciato inoltre afferma che quella sera non si è mosso dalla clinica, affermazione confermata anche da Roberta e dal signor Romei suo dipendente. Michele è convinto che a uccidere Clara sia stato Nicastro che in passato si era rivolto a lui per poter riacquistare l'uso delle gambe e che in seguito scoprendo che era un truffatore voleva smascherarlo insieme a Clara. Inoltre Michele dice a don Matteo che nella clinica l'unica che potrebbe parlare è Roberta che però è manovrata dal dottore. Don Matteo durante una visita nella clinica cerca di convincere Roberta che però non gli dice nulla mentre Nicastro cerca di convincerlo che non è un truffatore. In seguito Michele durante una corsa con la sua hand-bike accusa un malore provocato da un medicinale trovato nella sua borraccia stesso medicinale usato da Roberta che si autoaccusa di aver avvelenato Michele per proteggere il dottore. In seguito Nicastro svela a don Matteo che non è stato lui a uccidere Clara perché Clara lo amava ancora. Infine si scoprirà che è stato Michele a uccidere Clara perché voleva lasciarlo e si è avvelenato per far cadere le colpe su Nicastro. Cecchini e Tommasi sono alle prese con Margherita che si deve sposare con il PM. Margherita spinta anche dai due carabinieri vorrebbe scegliere le cose che piacciono a lei, ma Gualtiero è sempre in disaccordo e vuole che per il suo matrimonio Margherita indossi l'abito appartenuto a sua madre. Abito che finirà prima in un cassonetto, poi da un contadino che lo usa come spaventapasseri e infine finirà strappato e modificato da Natalina. Inoltre Margherita vincerà un concorso riguardante il suo libro di favole che Cecchini aveva senza dir niente a lei spedito. Ma Gualtiero sarà anche contrario a questo dicendo che non è il momento di pensare alle favole. Alla fine Margherita reagirà alle imposizioni del PM sia per quanto riguarda il vestito sia per la premiazione del suo libro.
- Diretto da: Daniela Borsese
- Scritto da:
- Altri interpreti: Stefano Scherini (Michele Curti), Luca Lazzareschi (Ruggero Nicastro), Giulia Fiume (Roberta Zatti), Andrea Garinei (Signor Romei), Francesco Castiglione (Barba), Giuseppe Laudisa (contadino agitato)
- Ascolti Italia: telespettatori 6 902 000 – share 31,15%[8]

## Piccole stelle

### Trama
Una ragazzina di 12 anni (Enrica) con un futuro d'attrice viene trovata in coma dalla madre nel suo letto dopo aver bevuto una bottiglia d'acqua contenente barbiturici. I sospetti cadono subito sulla sorella Cecilia perché è stata lei a portarle la bottiglia, inoltre, anche da quello che aveva scritto in un tema, nutre un profondo odio verso sua sorella per via del suo successo e delle particolari attenzioni che hanno i suoi genitori verso di lei e infine per il fatto che non è andata in ospedale a vedere sua sorella. In seguito si scoprirà che Enrica doveva partecipare a un provino ed è stato disdetto da qualcuno che diceva di essere suo padre. Dalla chiamata risulterà essere Raffaele che in passato è stato anche un attore con grande successo fino a diventare con il tempo un personaggio di poco conto. Lui afferma di non aver avvelenato la ragazza anche se voleva disdire il provino considerato da lui troppo impegnativo per la ragazza, ma i carabinieri non gli credono e lo arrestano. Raffaele parlando con don Matteo pensa che qualcuno abbia rubato i medicinali di cui faceva uso per tener lontano la droga per avvelenare Enrica pensando che sia stato Davide amico di Enrica. Davide spiega a don Matteo che non va a trovare Enrica perché non sta simpatico al padre e appena se ne esce dall'aula si scorda un'agenda in cui ci sono dei disegni. Don Matteo dopo aver visto quei disegni capisce che ad avvelenarsi è stata Enrica che non voleva partire in America, ma non sapeva come dirlo per non deludere i genitori. Intanto Margherita dopo essersi lasciata con Gualtiero va a stare da Tommasi. Il PM sconvolto fa di tutto per scoprire chi sono Nina e Giuliana le amiche di Margherita che lo hanno fatto allontanare da lui. I due carabinieri nonostante ciò cercano di distrarlo fino a quando pedinando Margherita scoprirà che Nina e Giuliana sono Cecchini e Tommasi promettendogli che gliela farà pagare. Tomàs invece organizza nel suo campo volo insieme a Laura la festa di compleanno di Ester con tema la neve. Tomàs organizza una bellissima festa lasciando entusiasmati Ester, Pippo, don Matteo e la stessa Laura. L'indomani Laura per ringraziarlo gli prepara la colazione e gli chiede se può venire alla festa della famiglia a scuola di Ester. Il ragazzo accetta, ma gli strozzini a cui deve i soldi gli fanno saltare un capannone con una bomba e questo porta Tomàs a non andare alla festa. La sera Laura lo rimprovera per non essere venuto alla festa e Tomàs gli risponde dicendo che lei e sua figlia non sono il centro del mondo.
- Diretto da: Daniela Borsese
- Scritto da:
- Altri interpreti: Ezio Budini (Raffaele Oliviero), Laura Nardi (Signora Castellani), Angelo Tanzi (Giampiero Castellani), Alessia Arcopinto (Enrica Castellani), Aurora Giovinazzo (Cecilia Castellani), Giorgio Mele (Davide)
- Ascolti Italia: telespettatori 7 474 000 – share 27,25%[9]

## CAM-MOM

### Trama
Un ragazzo viene aggredito e trovato in fin di vita in un sottopasso. La prima sospettata è Giulia, una donna che si mette nuda in un sito di cam-girl e secondo i carabinieri Riccardo l'aveva scoperto e minacciava di dirlo alla figlia se non si fossero incontrati. In seguito i carabinieri scoprono nel computer di Riccardo un sacco di video di scherzi e pensano che l'aggressore potrebbe essere la vittima di uno di questi scherzi. In seguito sotto accusa finisce Milone, un insegnante di Riccardo che era stato vittima dei suoi scherzi e che gli aveva spedito dei messaggi con minacce, inoltre Milone aveva avuto uno sgradevole episodio con il padre del ragazzo che gli aveva sbattuto in testa il registro per aver messo un brutto voto al ragazzo. Delia, la figlia di Giulia, scappa di casa dopo un litigio con la madre, due studenti raccontano a don Matteo che Riccardo voleva fare uno scherzo a Delia dandole un appuntamento nel sottopasso per farle vedere le foto della madre. Don Matteo trova Delia che gli racconta di non essere mai andata all'appuntamento perché il fratello Giuseppe, mentre lei era sotto la doccia, aveva risposto a una chiamata di Riccardo in cui disdiceva l'appuntamento. In realtà Giuseppe ha simulato la chiamata e per proteggere la sorella è andato all'appuntamento al posto della ragazza e lì ha aggredito Riccardo dopo che gli ha insultato la madre facendogli vedere anche le foto. I due carabinieri sono ai ferri corti con il PM che li minaccia di trasferirli a Gallicchio al primo errore che faranno. In seguito, dopo una serata passata con Margherita per festeggiare la pubblicazione del suo libro, si ritirano a casa con lei ubriaca, e dopo averla accompagnata a casa, Margherita esce di nascosto e ritorna a bere. In seguito Tommasi e Cecchini non hanno più notizie di Margherita e non riescono a mettersi nemmeno in contatto con lei. Da una descrizione fatta dalla figlia di Cecchini che l'aveva vista la sera prima e da alcune telefonate strane del PM pensano che Gualtiero abbia rapito Margherita e che la vuole drogare. Alla fine pedinando Gualtiero scoprono Margherita in un casolare con vicino delle siringhe e minacciano il PM di arrestarlo dandogli dell'assassino e del maniaco. Solo che le siringhe erano della sua cavalla incinta che Margherita era venuta a trovare. In canonica Pippo si allena con Natalina per partecipare a una gara di burraco, ma Pippo non ha proprio idea di come si giochi così si fa aiutare da Alberto che gli suggerisce da un auricolare che mosse fare; alla fine prende coraggio e si toglie l'auricolare, pensando di farcela da solo, ma torna a casa e dice di aver perso.
- Diretto da: Daniela Borsese
- Scritto da: Emanuela Canonico
- Altri interpreti: Luigi Di Pietro (Milone, insegnante di Riccardo), Matteo Paolillo (Riccardo Fazi), Simona Lisi (madre di Riccardo), Amato Alessandro D'Auria (Giuseppe Belardini), Alice Benvenuti (Delia Belardini), Flavia Trionfera (Gemma), Miriam Candurro (Giulia Belardini), Stefano Messina (padre di Riccardo), Valerio Vinciarelli (compagno di Riccardo)
- Ascolti Italia: telespettatori 6 819 000 – share 29,61%[9]

## La promessa

### Trama
I carabinieri indagano sull'aggressione di una donna che aveva abbandonato il figlio Lorenzo dieci anni prima, il quale nel frattempo è divenuto una promessa del calcio. L'aggressione della donna fa ricadere subito i sospetti su Lorenzo che alla fine si rivelerà innocente, poiché ad aggredire la donna è stato Jonathan, figlio della donna e fratello di Lorenzo. Nel frattempo Cecchini si occupa di un piccolo cagnolino abbandonato e trovato da Assuntina. Il capitano Tommasi, invece, deve risolvere il problema di Margherita che è parecchio condizionata dall'aver lasciato il fidanzato Gualtiero. Don Matteo, dall'altra parte, cerca un punto di incontro tra Sabrina e i suoi genitori affinché si ricongiungano. La verità, però, si rivela diversa da quella conosciuta e la madre della ragazza svela un dettaglio sconosciuto a tutti.
- Diretto da: Daniela Borsese
- Scritto da:
- Altri interpreti: Giovanna Rei (madre di Sabrina), Roberto Caccioppoli (Gennaro Nunziano), Francesco Castiglione (Barba), Jacopo Troiani (Jonathan Paganelli), Susy Del Giudice (Asia Paganelli), Pierangelo Menci (Lorenzo Corsi), Mauro Racanati (padre adottivo di Lorenzo), Silvia Mazzotta (madre adottiva di Lorenzo), Federico Biagioli (Antonio Paganelli), Patrizio Marini (fratello di Lorenzo), Alice Papes (sorella di Lorenzo), Antonio Milo (padre di Sabrina)
- Ascolti Italia: telespettatori 7 347 000 – share 26,84%[10]

## La vita è un film

### Trama
I nostri gendarmi si trovano ad affrontare un caso di omicidio: suor Eleonora, del convento di Suor Maria viene uccisa mentre è fuori a pregare. Indagando si scopre che prima di prendere i voti la vittima aveva avuto problemi di droga ed era anche madre di una figlia, abbandonata in ospedale dopo il parto. Ella diviene la prima sospettata, avendo movente e nessun alibi. Riconosciuta innocente, la soluzione del caso giunge dopo molte altre indagini: a uccidere suor Eleonora è stata una novizia del convento, di origini rumene che aveva sfruttato ragazzine e messe sulla strada. Alcune erano state salvate da suor Eleonora che aveva anche conosciuto colei che stava a capo di questo giro di sfruttamento, ora novizia per proteggere il suo passato, ignoto alle altre suore eccetto che a lei. Nel frattempo in casa Tommasi si stabilisce Natalina che ha subito uno shock elettrico e avendo perso la memoria, pensa che Tommasi sia suo marito. La colpa dell'incidente ovviamente risiede nel maresciallo Cecchini che ha causato lo shock elettrico a Natalina. Al termine tutto si risolve e Natalina torna in canonica da don Matteo.
- Diretto da: Daniela Borsese
- Scritto da:
- Altri interpreti: Francesco Castiglione (Barba), Vita Claudia Gusmano (Gabriella), Silvia Grande (Suor Eleonora), Ludovica Bizzaglia (Diana Morselli), Selene Caramazza (Katia), Daniel Zerbini (amico di Katia), Dora Di Mauro (matrigna di Diana), Luca Dresda (Davide Morselli), Spartaco Grilli (Spartaco)
- Ascolti Italia: telespettatori 6 565 000 – share 30,21%[10]

## L'amico ritrovato

### Trama
I nostri amici si trovano a Gubbio per festeggiare i 20 anni da quando don Matteo ha fondato l'associazione amici del Brasile. Durante la festa incontra il suo vecchio amico Salvatore Marrias, che si scopre essere l'usuraio di Tomàs. La sera Salvatore viene assassinato e la colpa cade su Tomàs perché per la stradina dove è morta la vittima sono stati trovati tracce di pneumatici della moto del ragazzo, che era andato a cercare Sabrina. Poco dopo Sabrina va a parlare con don Matteo e gli spiega che aveva dato appuntamento a Salvatore: per salvare Tomàs era disposta a consumare con lui, ma lui rifiutò. Così la colpa cade su Sabrina. Alla fine si scopre che è stato il capo di Marrias a ucciderlo perché Salvatore voleva smettere di rovinare le persone. Intanto Margherita ha procurato dei danni a Tommasi mandandolo più volte al pronto soccorso. Il PM Ferri ospite di Porta a Porta si addormenta durante la diretta per colpa dei biscotti di Margherita.
- Diretto da: Daniela Borsese
- Scritto da:
- Guest star: Bruno Vespa (sé stesso)
- Altri interpreti: Helene Nardini (Angelina Marrias), Massimiliano Caprara (Salvatore Marrias), Francesco Castiglione (Barba), Paolo Gasparini (Marco Guidi)
- Ascolti Italia: telespettatori 7 216 000 – share 26,60%[11]

## Le due madri

### Trama
I nostri sono alle prese con il caso di omicidio dello chef Paolo Ravasio. La situazione si rivela sin da subito molto intricata. I sospetti si concentrano su una tale Veronica, vista litigare con lo chef la sera prima dell'omicidio. Una confessione della stessa fa conoscere che lei aveva affittato l'utero per permettere allo chef e alla moglie di avere un figlio, poi rifiutato dopo l'ecografia del terzo mese. Ulteriori indagini di vario tipo, portano i sospetti a concentrarsi sulla moglie dello chef, Alessandra, ricattata dal figlio naturale di Veronica. Alla fine si scoprirà che ad aver ucciso lo chef è stato il suo aiuto cuoco Filippo, poiché Ravasio aveva deciso di non partire più per Londra dove i due avrebbero dovuto aprire un ristorante insieme.
Nel frattempo una linea rosa nasce: Margherita è follemente innamorata del capitano ma ha paura a dichiararsi, temendo di perdere anche l'amicizia che ha con lui. Il maresciallo escogita un piano che mette di mezzo Ghisoni, per far fare al capitano il primo passo e dichiararsi ma come al solito la cosa scappa di mano.
- Diretto da: Daniela Borsese
- Scritto da:
- Altri interpreti: Selvaggia Quattrini (Alessandra Ravasio), Matteo Vignati (Filippo De Giorgio), Mauro Addis (Marco Barbato), Naike Anna Silipo (Veronica Tarquini), Gianmarco Malizia (Giovanni Tarquini)
- Ascolti Italia: telespettatori 6 574 000 – share 29,60%[11]

## La diva

### Trama
A Spoleto c'è la gara dei vaporetti e Amelie Rosario è la madrina della festa. La felicità per la gara non tarda a venir meno a causa di un omicidio: viene trovato morto Antonio Morandini, manager della madrina. Viene messa agli arresti domiciliari la madrina, sospettata dell'omicidio, che però non ricorda se e perché ha litigato con il manager. Grazie a delle e-mail si scopre che Morandini vendeva a un giornale scandalistico delle info private sulla Rosario e si pensa che sia questo il movente. La situazione cambia quando si scopre che Amelie Rosario aveva cambiato il suo testamento a favore di Morandini, eliminando quindi la figlia Lorenza che sarebbe divenuta l'unica erede del patrimonio. I sospetti ricadono su quest'ultima ma alla fine si scoprirà che a ucciderlo è stata Giuliana, cognata di Amelie, che aveva sempre tentato di proteggere Lorenza da sua madre, affinché non si riavvicinassero dopo che Amelie aveva preferito la carriera all'essere madre. Nel frattempo si svolge la gara dei vaporetti, vinta al termine dal team canonica. Grazie a un trucco per farlo ingelosire, Margherita riesce finalmente a far confessare pubblicamente a Giulio il loro fidanzamento. Il PM Gualtiero Ferri, scoperta la relazione, decide per un trasferimento.
- Diretto da:
- Scritto da:
- Altri interpreti: Massimo De Rossi (Antonio Morandini), Martina Galletta (Lorenza Somma), Francesca Romana De Martini (Giuliana), Guido Roncalli (assistente di Amelie), Francesco Castiglione (Barba), Daniel Patrik Krister Nilsson (Andrea Caracciolo), Spartaco Grilli (Spartaco), Eleonora Giorgi (Amelie Rosario)
- Ascolti Italia: telespettatori 7 264 000 – share 27,07%[12]

## L'inganno

### Trama
Don Matteo, andando alla stazione ferroviaria di Spoleto, scopre che un suo amico, Piero Telli, dorme in macchina dopo aver preso una sbandata per una donna ed essere stato cacciato di casa dalla moglie con la quale sta divorziando. La sera, visto il clima freddo, torna dal suo amico in stazione per portarlo a dormire in canonica ma al suo posto trova Lucio Fiorentini, investigatore privato, che morirà proprio dinanzi a lui dopo avergli confessato qualcosa, qualcosa di cui Don Matteo non vuole dire nulla per rispettare il segreto confessionale. Si scoprirà che quell'investigatore privato è stato incaricato da Eva, moglie di Piero, per avere le prove che le permettano di divorziare dal marito, prove che consistono in delle foto. Il nuovo intransigente PM Lucrezia Volpi, valutati gli elementi, pone in arresto Piero Telli per l'omicidio di Fiorentini ed anche don Matteo per non aver detto ciò che l'investigatore gli ha confessato, accusando il prete di ostacolo alla giustizia e favoreggiamento. Le indagini proseguono e grazie a questo si scoprirà che le foto fatte a Piero Telli con un'altra donna da Lucio Fiorentini sono prove false, create ad hoc, tanto che per questo il padre di Lucio, Ennio, ha già un procedimento penale in corso per la realizzazione di prove false. La donna delle foto, Irina, verrà così imputata per l'omicidio di Fiorentini e per truffa: si pensa infatti che la donna abbia ucciso l'investigatore in un impeto di rabbia, non volendo più truffare la gente. Si scoprirà poi che nemmeno lei è colpevole e diventerà indagato Ennio Fiorentini per l'omicidio del figlio, in quanto gli inquirenti supporranno che il figlio volesse smetterla con le truffe e che perciò il padre lo abbia ucciso, temendo la buona riuscita della causa penale già in corso nei suoi confronti. Finalmente, grazie ad un'intuizione di don Matteo, si scoprirà che ad uccidere l'investigatore è stato Dario, marito di Irina, che pensava fosse la moglie a tradirlo su ordine dello stesso Lucio Fiorentini.
In parallelo all'investigazione si intreccia l'Associazione Donne Sole di Spoleto con cui il maresciallo, per aiutare don Matteo, ha preso contatti per aiutare le donne che sono senza marito, coinvolgendo il capitano Tommasi. Tommasi, a causa di un'incomprensione, verrà scambiato per un gigolò tanto da scatenare l'ira del marito della signora Amanda, Alfiero, concludendo la faccenda nel solito finale comico a cui siamo abituati. Tutto alla fine si chiarirà, non senza Tommasi che dovrà vedersela con Alfiero e risolvere i problemi creati da Cecchini.
- Diretto da:
- Scritto da:
- Altri interpreti: Maria Rosaria Russo (PM Lucrezia Volpi), Vincenzo Tanassi (Dario, marito di Irina), Ivan Castiglione (Piero Telli), Elisa Gallucci (Eva Telli), Anita Pititto (Amanda), Isa Gallinelli (amica di Amanda), Franco Pennasilico (Alfiero), Francesco Castiglione (Barba), Olga Kent (Irina), Salvatore Di Natale (Lucio Fiorentini), Andrea Roncato (Ennio Fiorentini)
- Ascolti Italia: telespettatori 6 542 000 – share 29,61%[12]

## L'ultimo ricordo

### Trama
Don Matteo. girando con la bicicletta, si ferma con un uomo che chiede aiuto: si è svegliato sporco di sangue, con in casa un coltello usato con del sangue sopra senza però trovare un cadavere; in tutto ciò l'uomo non si ricorda di nulla. Viene così condotto in caserma dai carabinieri, dove arriva anche il suo psicologo dottor Vincenzo Galli il quale spiega che l'uomo, Maurizio Fattori, soffre da due anni di una sindrome amnesica anterograda: in pratica l'uomo, dalla caduta da cavallo - che gli ha causato un trauma cranico - avvenuta due anni prima, non è più in grado di creare nuovi ricordi; in linea teorica, pertanto, potrebbe avere ucciso una persona senza ricordarsene. Poco dopo Marta Dardanelli, segretaria del dottor Galli, trova morta a casa sua una donna, Teresa Salerno, anch'essa paziente del dottore. Fattori viene così posto in arresto per omicidio e, sussistendo tutti gli elementi, per i carabinieri il caso è chiuso ma non per Don Matteo che continua ad indagare. Tornato a casa del sospettato, don Matteo scopre un bicchiere che emana un odore simile a quello di un farmaco e suppone che Maurizio, colpevole perfetto, sia stato incastrato. Tornato dallo psicologo, don Matteo si fa spiegare dal dottore che tipi di persone fossero Maurizio e Teresa, per capire se possa sussistere un legame tra i due: scopre così che Teresa era un'alcolista accanita che beveva probabilmente per dimenticare qualcosa mentre Maurizio un uomo che di tutto avrebbe fatto per ricordare. Inoltre viene a sapere che la segreteria, Marta, è vedova dopo aver perso il marito in un incidente. Nel frattempo i carabinieri, con gli esami tossicologici, scoprono che Maurizio era stato drogato con degli oppiacei e che le sue impronte sul coltello sono insolite, considerato come normalmente si dovrebbe impugnare un coltello per colpire qualcuno. Le indagini vengono riaperte e viene condotto in carcere Alvise Cingolani, ex fidanzato di Teresa, che accusava il dottore di aver plagiato la sua paziente purché lei lo lasciasse. Don Matteo prosegue sulla sua linea parlando anche con Cingolani per avere altri elementi su Teresa finché capisce tutto il quadro unendo i vari elementi che ha raccolto: leggendo il quaderno dei ricordi di Maurizio, scopre che Teresa aveva ucciso, quattro anni prima, una persona a Spello ma non si era fermata con la macchina per soccorrerlo e che beveva quindi per dimenticare questo evento. Scopre anche che quell'uomo era Paolo Dardanelli, marito di Marta, segretaria del dottore; Marta infatti aveva letto il quaderno dei ricordi di Maurizio quando un giorno lo aveva dimenticato in studio ed aveva così scoperto che Teresa aveva ucciso suo marito e, per fare giustizia, l'ha uccisa. Dopo don Matteo anche i carabinieri arrivano alla soluzione del caso, naturalmente con le prove raccolte e le solite "intuizioni" del maresciallo Cecchini.
Nell'indagine per omicidio si intreccia la storia di Lia, pronta a partorire il bambino, che fa andare in fermento il maresciallo che cerca di attuare ogni prova e soluzione per non trovarsi impreparato al parto: posiziona telecamere in casa sua e del capitano, fa le prove per capire quanto sta ad andare in ospedale da casa sua, facendo quasi impazzire Tommasi. Dopo un paio di falsi allarmi, alla fine il bambino nascerà senza alcun problema.
- Diretto da:
- Scritto da:
- Altri interpreti: Giovanni Guidelli (Vincenzo Galli), Claudia Coli (Marta Dardanelli), Roberta Fossile (Virginia Galli), Stefano Andrea Macchi (Alvise Cingolani), Gloria Gulino (medico), Francesco Castiglione (Barba), Simone Gandolfo (Maurizio Fattori)
- Ascolti Italia: telespettatori 7 292 000 – share 26,74%[13]

## Resurrezione

### Trama
Raffaele e Cristiana, amici di don Matteo, sono fratello e sorella e sono proprietari di un podere per la produzione di olio. A completare la gestione familiare dello stesso ci sono Valerio, il botanico che ha saputo selezionare gli ulivi in modo da non farli attaccare dai parassiti e marito di Cristiana, e Manuela, fidanzata di Raffaele: il marito di Manuela è morto 10 anni fa senza che il cadavere sia mai stato ritrovato e la ragazza si è così trovata da sola con un figlio, Niccolò, da crescere: il rapporto tra il bambino e Raffaele è molto buono. Ma la felicità della famiglia viene interrotta da un omicidio: la vittima è proprio Raffaele. Il primo sospettato è un senzatetto che girava per il podere della vittima. Le indagini riveleranno che si tratta di Giorgio, che altri non è che il marito di Manuela: l'uomo infatti non è morto come si credeva. Manuela in seguito confessa che il podere una volta apparteneva a lei e suo marito, solo successivamente lo ha passato a Raffaele e sua sorella, visto l'impegno che l'uomo ci metteva nel podere e l'affetto che egli donava tanto a lei quanto al figlio. Ma il ritorno di Giorgio avrebbe significato, per Manuela, la perdita totale del podere, dal momento che Manuela, per la legge, era ancora legata a Giorgio, di conseguenza nel momento in cui Giorgio era tornato lei avrebbe dovuto seguire il marito, ora non più proprietario, davanti alla legge, del podere. Si scopre poi che Giorgio premette il grilletto che uccise il bambino su ordine proprio di Raffaele, suo superiore, e si era assunto ogni responsabilità essendo stato lui ad avere sparato. La verità verrà a galla quando don Matteo scopre che Valerio collabora con la Caritas: durante il volontariato, l'uomo aveva scoperto che Giorgio era in città e lo aveva detto al cognato, il quale, preso dai sensi di colpa di quell'ordine, aveva successivamente deciso di restituire il podere a Giorgio. Valerio, vedendo crollare tutto quello per cui aveva lavorato, lo ha ucciso in un raptus.
Tomàs è alle prese con il campo volo che non riceve contributi e non riesce a pagare le tasse. Decide così, su consiglio di Sabrina, di tentare una mossa disperata: dare fuoco al campo volo per riscattare l'assicurazione, ma il piano viene bloccato dallo stesso Tomàs quando scopre la verità su Sabrina.
A casa Cecchini nel frattempo arriva Lia, con il piccolo Antonio e la madre di Lia. Sparisce il camicino della fortuna che avrebbe dovuto esser dato in dono al piccolo nel giorno del battesimo. Questo sparisce e in casa Cecchini iniziano strani rituali per togliere al piccolo la maledizione che sarebbe stata portata dalla scomparsa del camicino: si scoprirà poi che tutto quello che era successo era stato architettato da Martina, gelosa del cuginetto (ma rimarrà un segreto tra la bambina e il nonno)
- Diretto da: Monica Vullo
- Scritto da:
- Altri interpreti: Maria Rosaria Russo (PM Lucrezia Volpi), Vincenzo Ferrera (Giorgio Cerea), Erica Banchi (Manuela Cerea), Ludovica Tinghi (Cristiana), Pietro Faiella (Valerio), Matteo Taranto (Raffaele Picco), Stefania Blandeburgo (Concetta Cecchini), Francesco Castiglione (Barba)
- Ascolti Italia: telespettatori 6 569 000 – share 29,13%[13]

## Il contagio

### Trama
I carabinieri indagano su un nuovo caso di omicidio: una ragazza viene trovata morta nella piscina di un centro benessere. I primi sospetti ricadono sulla PM Volpi, lasciatasi con il marito, dopo aver scoperto una storia d'amore tra il coniuge e la vittima. Ulteriori indagini fanno ricadere i sospetti sul marito della Volpi, che potrebbe essere stato contagiato dalla vittima, sieropositiva. Al termine si scopre che a uccidere la ragazza è stata la sua amica Lucilla, che l'aveva contagiata a causa di un ago non sterilizzato durante la somministrazione di una flebo.
Nel frattempo Tomàs va alla ricerca di Sabrina, scomparsa dopo un litigio ed Assuntina si trova in mezzo ad una vicenda abbastanza spiacevole: Cecchini ha messo in vendita una sua vecchia macchina ma indicando il numero di telefono di sua figlia come riferimento per informazioni. Il suo numero però è finito anche su un sito di annunci sessuali, tanto che Assuntina si trova ad essere contattata di continuo ma non per la macchina del papà ma per prestazioni. Alla fine i responsabili dello scherzo verranno individuati e l'azione compiuta gli costerà parecchio.
- Diretto da:
- Scritto da:
- Altri interpreti: Maria Rosaria Russo (PM Lucrezia Volpi), Luis Molteni (Assessore Zazzi), Jgor Barbazza (Stefano Di Maio), Valeria Zazzaretta (Marisa Zazzi), Antonio Covatta (direttore del circolo sportivo), Claudio Morici (cliente), Daniele Nicoli (ragazzo dell'appuntamento di Lia), Dario Borrelli (ragazzo dell'appuntamento di Assuntina), Giorgia Brasini (Lucilla)
- Ascolti Italia: telespettatori 7 226 000 – share 27,06%[14]

## Ultimo giro di giostra

### Trama
I carabinieri sono alle prese con un caso di aggressione. Silvio, la vittima, è figlio di una famiglia di giostrai, della quale però non aveva deciso di seguire la tradizione, per seguire la sua vocazione. Il primo sospettato è il padre, contrario alla sua scelta. Successivamente entra in gioco una donna che si pensa fosse l'amante di Silvio, ragion per cui la vocazione sarebbe stato solo un pretesto per scappare con lei. Dopo numerose indagini ulteriori, come sempre, sarà don Matteo a far luce sul caso. Ad aggredire Silvio è stato il ragazzo di Anna, sorella della vittima. Egli voleva che le giostre passassero in mano a lei, affinché anche Anna potesse avere le stesse opportunità del fratello. 
Nel frattempo, Tommasi è alle prese con delle scelte d'amore, essendo indeciso tra Lia e Margherita.
- Diretto da:
- Scritto da:
- Altri interpreti: Maria Rosaria Russo (PM Lucrezia Volpi), Alessandro Cremona (padre di Silvio), Jgor Barbazza (Stefano Di Maio), Teresa Romagnoli (Anna), Gabriele Falsetta (Mizio), Stefano Moretti (Silvio), Silvia Gavarotti (madre di Silvio), Liliana Mele (Macarim), Francesco Castiglione (Barba), Spartaco Grilli (Spartaco), Giulia Vecchio (Alessandra Canonico)
- Ascolti Italia: telespettatori 6 531 000 – share 29,23%[14]

## La fuga

### Trama
Tomàs riceve una chiamata da Sabrina, ma prima di capire cosa stia succedendo si sente uno sparo. La ragazza, grazie a una chiamata anonima al 118, viene portata in ospedale da una fabbrica tessile fuori Spoleto dove, si scopre, era a fare una rapina con il suo ex fidanzato, con il quale aveva tentato di uccidere la madre. Si sospetta sia stato lui a spararle ma così non sarà. Il fine intuito del nostro amico in tonaca rivelerà che a tentare di uccidere Sabrina è stato Fulvio, il capo reparto dell'azienda. Si scopre che la fabbrica tessile, senza dire niente agli operai, voleva trasferire tutte le sue macchine in Polonia per ridurre i costi di produzione. Fulvio, la notte della rapina, aveva visto Sabrina e temeva che essa potesse rivelare quanto stavano facendo nell'azienda e le ha sparato per timore. Nel frattempo molti eventi si intrecciano: a Spoleto arriva Alessandra, una ragazza di Napoli, che ha il cuore di Patrizia, figlia di Cecchini. Anche Tommasi porta una scossa sulla linea rosa della fiction annunciando le sue nozze con Margherita. Anche il maresciallo ci mette del suo: decide di partecipare a un talent su Radio2 dove gli verrà chiesto di fare un annuncio per dare credito alla donazione degli organi.
- Diretto da:
- Scritto da:
- Guest star: Marco Presta e Antonello Dose (loro stessi)
- Altri interpreti: Giovanna Rei (madre di Sabrina), Angelo Monacelli (Gaetano Siviero), Carolina Leporatti (Federica Di Fiore), Roberto Caccioppoli (Gennaro Nunziano), Francesco Castiglione (Barba), Raffaele Gangale (Fulvio Micheli), Antonio Milo (padre di Sabrina), Giulia Vecchio (Alessandra Canonico)
- Ascolti Italia: telespettatori 7 369 000 – share 27,92%[15]

## Nei secoli fedele

### Trama
Alessandra, la ragazza arrivata a Spoleto, sparisce misteriosamente. Visti gli indizi trovati, tutto fa pensare a un omicidio e il primo a essere sospettato è Gaetano Siviero, camorrista ed ex ragazzo di Alessandra. Egli però viene trovato ucciso poco dopo. Viene inquisito il maresciallo Cecchini poiché completamente uscito di senno a causa della scomparsa della ragazza. Le indagini però conducono verso un'altra persona: Emanuela Tammaro, ragazza di Siviero, che si era messa con lui solo per ottenere la giustizia mai avuta. Aveva infatti perso la sua piccola figlia in un attacco camorristico, compiuto da Siviero. Al termine delle indagini si scopre che il colpevole è Francesco, fratello di Alessandra. I due avevano inscenato tutto, al fine di far arrestare Siviero, poiché sapevano che era un camorrista. Nel frattempo Margherita e Giulio sono alle prese con la difficile organizzazione del matrimonio. Lia, innamorata di Giulio, si propone di aiutare Margherita nell'organizzazione con lo scopo di sabotare tutto. Dopo aver capito che non sarebbe stato facile sabotare il tutto, Lia si dichiara a Giulio, spiegandogli che aveva fatto tutto volontariamente, facendo infuriare il capitano. Al termine la cerimonia delle nozze avrà luogo ma con una sorpresa: Giulio dirà di no a Margherita, avendo capito di amare veramente Lia. Margherita, darà un pugno a Giulio per poi andare via con il PM Ferri
- Diretto da:
- Scritto da:
- Guest star: Vanessa Incontrada (Lisa Marcelli), Lino Guanciale (Enrico Vinci)
- Altri interpreti: Maria Rosaria Russo (PM Lucrezia Volpi), Luis Molteni (Assessore Zazzi), Valeria Zazzaretta (Marisa Zazzi), Angelo Monacelli (Gaetano Siviero), Francesco Castiglione (Barba), Alessio Lapice (Francesco Canonico), Roberta Astuti (Emanuela Tammaro), Pietro Borroni (direttore dell'albergo), Giulia Vecchio (Alessandra Canonico)
- Nota. Come già successo per la presentazione di Che Dio ci aiuti nell'ultima puntata dell'ottava serie, dove erano presenti le protagoniste Elena Sofia Ricci (Suor Angela) e Valeria Fabrizi (Suor Costanza), anche l'ultima puntata della decima stagione di don Matteo fa da trampolino di lancio per un'altra fiction della Lux Vide, che è andata in onda da giovedì 28 aprile 2016, dopo la conclusione di don Matteo. In questo crossover, alla fine dell'ultimo episodio, sono presenti Vanessa Incontrada e Lino Guanciale, protagonisti della nuova fiction Non dirlo al mio capo che incontrano a Napoli don Matteo, andato lì temporaneamente per sostituire il vecchio parroco.[16]
- Ascolti Italia: telespettatori 6 954 000 – share 31,97%[15]